# آخرون
آخرون (به یونانی: Αχέρων)، در اسطوره‌های یونان، رودی در جهان زیر زمین است.
آخرون مانند سایر رودها شخصیتی انسانی دارد و پدر اسکالافوس محسوب می‌شود.
این رود از ایپروس جنوبی می‌گذرد و آبکندهای آن چنان تیره و ژرف است که شاعران یونانی آن را رودی از رودهای دوزخ یا منشعب از سرچشمه‌ای دوزخی شمرده‌اند.
بنابر برخی روایات آخرون یکی از پسران زمین بود که به سبب کمک به تیتان‌ها در جنگ‌شان با المپیان، محکوم شد که به دنیای زیرزمین برود.

## نگارخانه

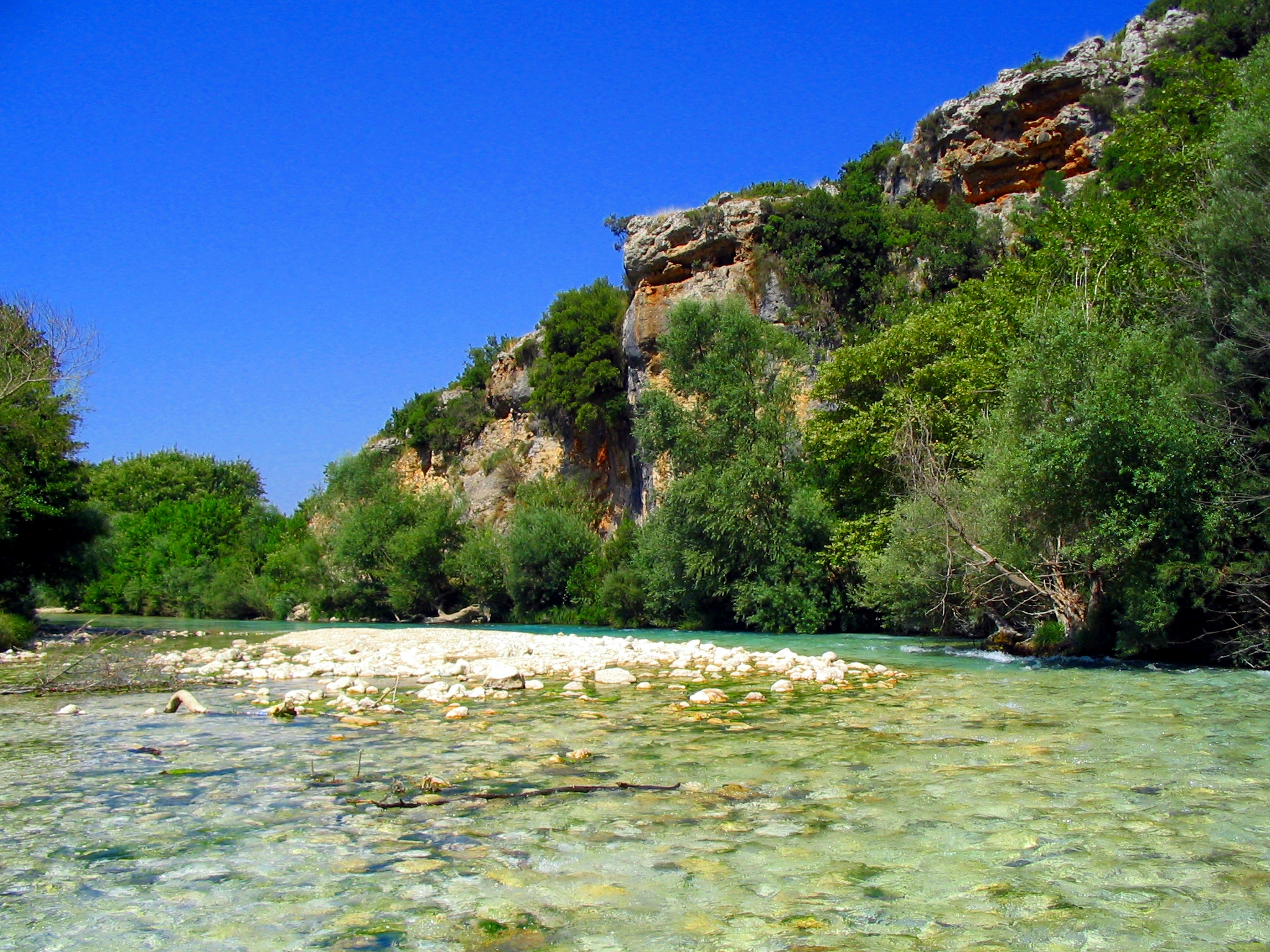
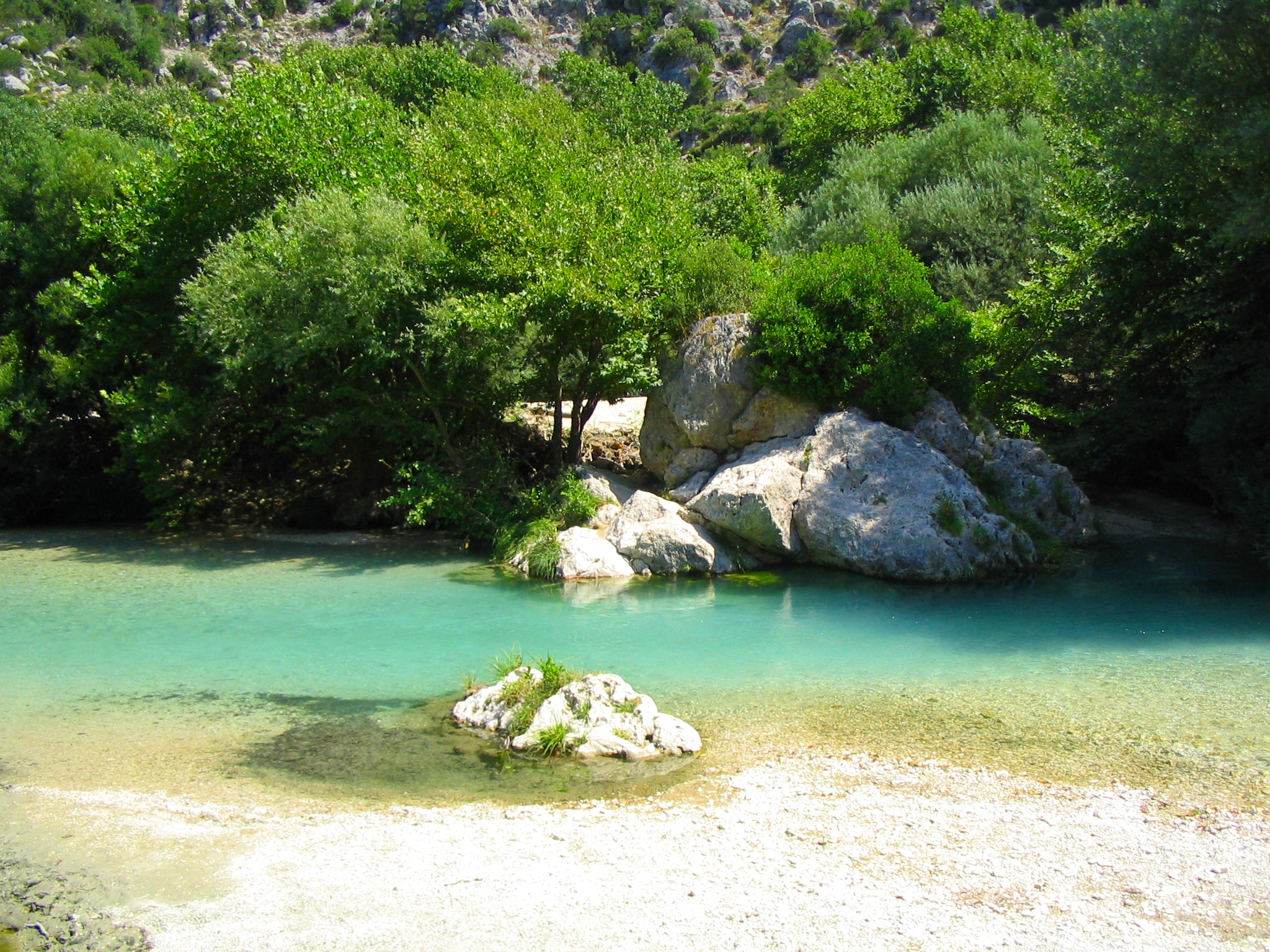
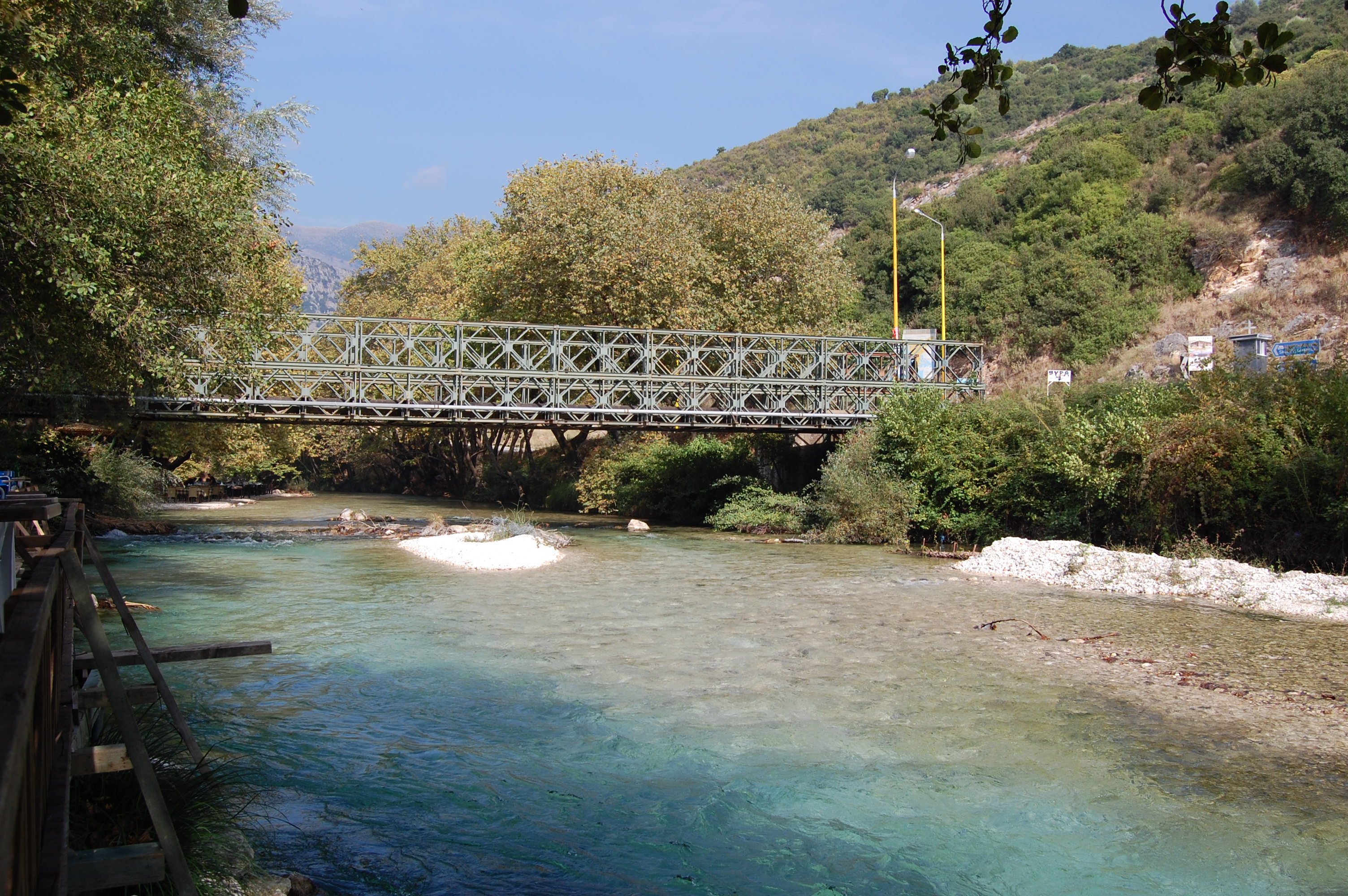
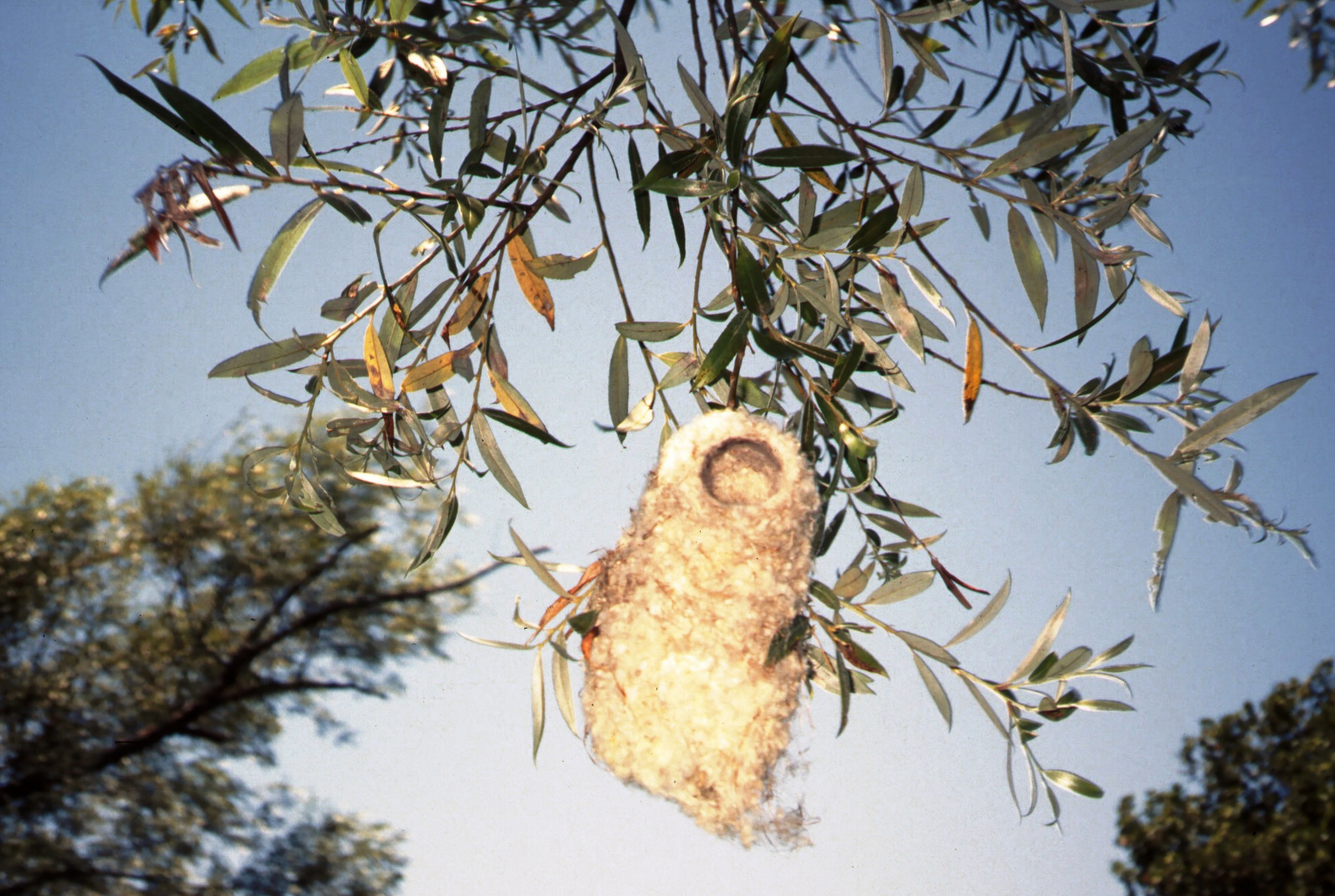